# Варзиелаш
Варзиелаш (порт. Varzielas)  —  район (фрегезия) в Португалии,  входит в округ Визеу. Является составной частью муниципалитета  Оливейра-де-Фрадеш. Находится в составе крупной городской агломерации Большое Визеу. По старому административному делению входил в провинцию Бейра-Алта. Входит в экономико-статистический  субрегион Дан-Лафойнш, который входит в Центральный регион. Население составляет 434 человека на 2001 год. Занимает площадь 11,24 км².